# Naotsuna
Naotsuna (直綱) war ein japanischer Schwertschmied.

## Beschreibung
Naotsuna lebte in der Provinz Iwami, genauer in der Region Sekishu, während der Namboku-chō-Zeit (南北朝時代 von 1336 bis 1392). Seine Schmiedekunst lässt sich keiner der fünf Gokaden zuordnen und wird daher als Wakimono (脇物, dt. etwa: „Nebenschule“) bezeichnet. Er war einer der  Masamune Juttetsu.
Naotsunas genaue Lebensdaten sind unbekannt, seine Arbeiten konzentrierten sich jedoch auf die Zeit des Kenmu (1334–1338). Er begründete die Schule der Iwami-Naotsuna-Sadatsuna-Schmiede, deren Arbeit sich über 200 Jahre auf einen Zeitraum von 1332 bis ca. 1532 erstreckte und der mehr als 45 Schmiede zuzurechnen sind.
Neben Naotsuna Shodai (1. Generation) sind noch weitere zwei Generationen bekannt. Einer seiner besten Schüler Sadatsuna brachte selbst noch eine Nebenlinie mit 3 Generationen hervor.
Naotsuna produzierte etliche Klingen, die heute von der NBTHK als Juyo (englisch: Important work with considerable prestige) oder Tokebetsu Juyo (höchstmögliche Auszeichnung für japanische Schwerter bei der NBTHK) eingestuft sind und somit bei Sammlern und Museen außerordentlich beliebt und geschätzt sind. Es existiert nur noch eine signierte Arbeit von ihm, ein Tachi. Es weist deutliche Verbindungen zu den Werken von Masamune (正宗) auf. Dieses schlanke Tachi enthält hervorragende Chikei (klare graue Linien auf der Schneide) sowie Kinsuji und Sunagashi, die alle deutlich Merkmale des Sōshō-Einflusses zeigen. Darüber hinaus sind auch Tantō von ihm erhalten.
Außerdem sind in allen gängigen Formaten Bewertungen zu Naotsuna zu finden:
- Hawley: 100 Punkte
- Toko Taikan: ¥8 Mio.
- Fujishiro: Jo-jō-saku